# قائمة بمحطات الطاقة الشمسية الجهدية
محطات طاقة شمسية جهدية (بالإنجليزية: photovoltaic Power Stations). أنشئ العديد من محطات أنتاج الطاقة الكهربائية من الطاقة الشمسية وهي تعتمد على الخلايا الضوئية الجهدية المبنية على استغلال التأثير الضوئي الجهدي لإنتاج التيار الكهربائي مباشرة من أشعة الشمس. وقد بنيت معظم تلك المحطات في أوروبا والولايات المتحدة الأمريكية.

وتعتبر أكبر محطة للطاقة الشمسية تعمل بالتأثير الضوئي الجهدي منذ أكتوبر 2009 هي محطة أوميديلا للطاقة الشمسية بأسبانيا بطاقة 60ميجاواط، وتأتي بعدها محطة شتراسكيرشن بألمانيا بقدرة 54 ميجاواط، ومحطة ليبروز للطاقة الشمسية بألمانيا بقدرة 53 ميجاواط. ومحطة بوإرتولانو بأسبانيا بقدرة 50 ميجاواط، ومحطة مورا للطاقة الشمسية البرتغالية بقدرة 46 ميجاواط، ومحطة فالدبولينتز الألمانية بقدرة 40 ميجاواط.
وهناك تصميمات لمحطات أكبر تبلغ قدرتها 150 ميجاواط.
ومن تلك المحطات ما يقترن بالمزارع وغيرها تستخدم أجهزة توجيه آلية لتتبع أشعة الشمس من أجل إنتاج أكبر قدر ممكن من الكهرباء ،حيث تتبع حركة الشمس في السماء تزيد من كفاءة الإنتاج. ا تحتاج تلك المحطات إلى مصدر طاقة خارجي مثل البترول أو الفحم ولا ينتج عن عملها نفايات ولا غازات ضارة للبيئة.

## أكبر محطات شمسية في العالم

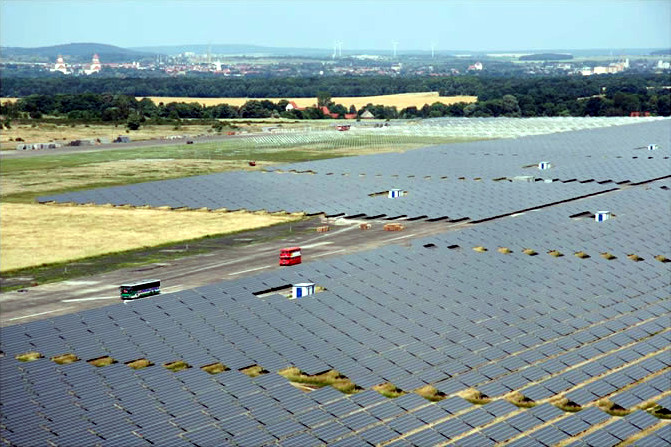
محطة فالدبولينز ألمانيا.
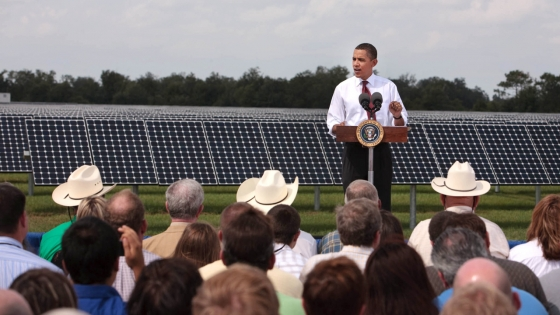
الرئيس الأمريكي باراك أوباما يزور محطة ديسوتو نكست جنيريشن.
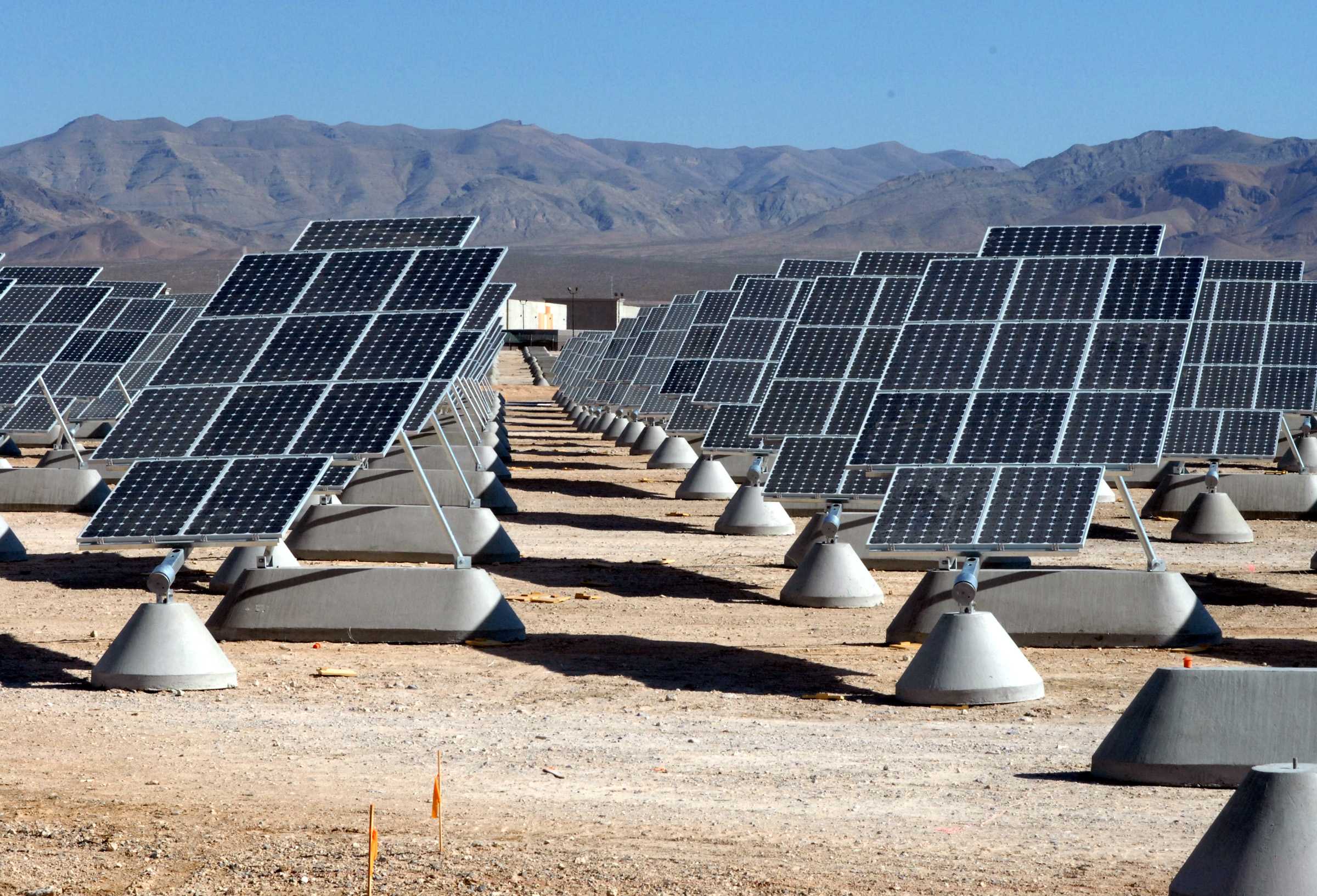
محطة نيليس للطاقة الشمسية.
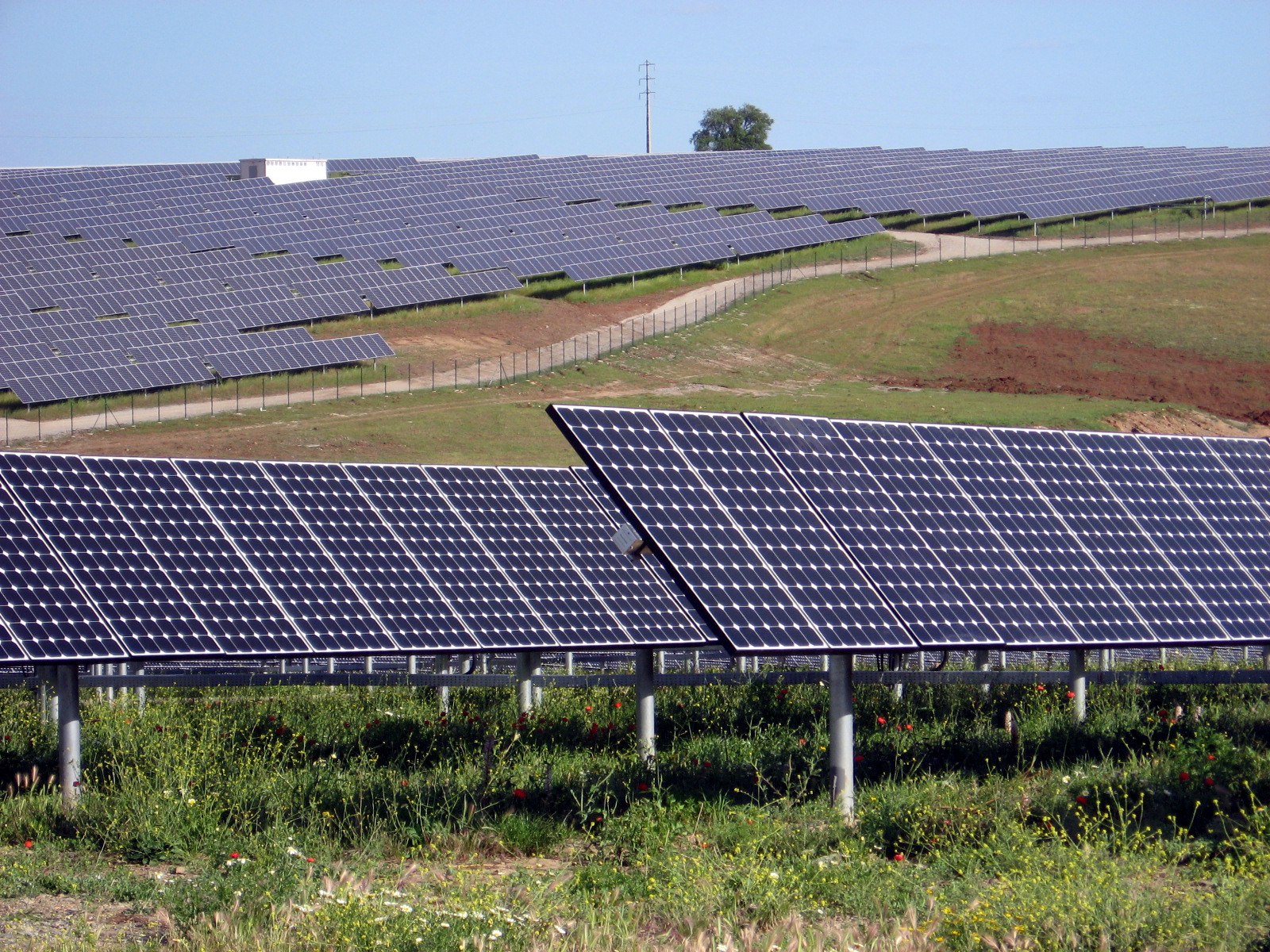
محطة سيربا للطاقة الشمسية

مع مطلع عام 2015 قامت الولايات المتحدة الأمريكية بتشغيل أكبر محطتين لإنتاج الكهرباء بواسطة الألواح الضوئية من الطاقة الشمسية في العالم وتبلغ قدرة كل منهما 550 ميجاوات.

## اقرأ أيضا
- محطة توباز سولار فارم للطاقة الشمسية
- محطة دسرت سنلايت للطاقة الشمسية
- محطة ايفانباه للطاقة الشمسية
- الكتلة الهوائية (علم الفلك)
- ذروة واط
- طاقة إسموزية
- الاستهلاك المنزلي للطاقة
- شبكة توزيع الكهرباء
- مصادر الطاقة والاستهلاك العالمي
- غاز حجر الأردواز
- قوة شمسية
- برج الطاقة الشمسية PS10
- خلية شمسية
- خلية ضوئية جهدية متعددة الوصلات
- ظاهرة كهروضوئية
- لوح ضوئي
- لوح ضوئي جهدي
- مصفوف ضوئي جهدي
- تأثير ضوء جهدي
- خلية ضوئية جهدية
- محطة أوميديلا للطاقة الشمسية
- محطة مورا للطاقة الشمسية